# Cinematronics, LLC
Cinematronics, LLC (відомі також як Maxis South і просто Cinematronics) — техаська компанія з розробки комп'ютерних ігор, заснована в 1994 році Девідом Стаффордом, Майком Сендіжем і Кевіном Глінером. Вони створили гру Tritryst для Virgin Interactive, Full Tilt! Pinball для Maxis і Jack Nicklaus 4  для Accolade. Стіл Space Cadet з Full Tilt! також був включений в Microsoft Plus 95 і кілька версій Microsoft Windows .
Maxis викупила компанію в 1996 році і перейменувала її в Maxis South. На той момент в компанії Cinematronics працювали більше десяти співробітників. Під брендом Maxis South, вони випустили гру Marble Drop  і схожу на Diablo гру під назвою Crucible. Через деякий час студія була закрита як нерентабельна, а співробітники були звільнені. Саму компанію Maxis придбала Electronic Arts в 1997 році.

## Випущені ігри

#### Cinematronics, LLC[5]
- листопад 1995 — Tritryst (видано під брендом Virgin Interactive )
- 31 жовтня 1995 — Full Tilt! Pinball
- 13 березня 1996 — Full Tilt! 2 Pinball (видано під брендом Maxis)
- 28 лютого 1997 — Jack Nicklaus 4[en]  (видано під брендом Accolade[en][8]).

Maxis South
- 30 березня 1997 — Marble Drop[en]
- 1997 — Crucible (невидана гра)